# ديك نيل جونيور
ديك نيل جونيور (بالإنجليزية: Dick Neal, Jr.)‏ هو لاعب كرة قدم ومدرب كرة قدم بريطاني في مركز نصف الجناح، ولد في 1 أكتوبر 1933 في Dinnington, South Yorkshire ‏ في المملكة المتحدة، وتوفي في 21 فبراير 2013 في Penkridge ‏ في المملكة المتحدة. شارك مع منتخب إنجلترا تحت 21 سنة لكرة القدم. أما مع النوادي، فقد لعب مع برمنغهام سيتي ونادي لينكولن سيتي ونادي ميدلزبره ونادي هدنسفورد تاون ووولفرهامبتون واندررز.